# Le Joujou
 (mai 2023).
Si vous disposez d'ouvrages ou d'articles de référence ou si vous connaissez des sites web de qualité traitant du thème abordé ici, merci de compléter l'article en donnant les références utiles à sa vérifiabilité et en les liant à la section « Notes et références ».
Pour plus de détails, voir Fiche technique et Distribution.
Le Joujou (The Toy) est une comédie américaine réalisée par Richard Donner et sortie en 1982. Il s'agit d'un remake du film français Le Jouet de Francis Veber, sorti en 1976.
Le film présente un homme d'affaires milliardaire qui offre à son fils, un enfant pourri gâté de 9 ans, le jouet qu'il désire le plus: un journaliste au chômage qui l'a fait rire et qui deviendra ainsi son souffre-douleur.

## Synopsis
Jack Brown (Pryor) est un journaliste au chômage à Bâton-Rouge, en Louisiane. Sa maison est sur le point d'être saisie par la banque, pour faute de paiement. Après de nombreuses tentatives infructueuses pour obtenir un emploi au journal local, il devient tellement désespéré qu'il accepte un emploi en tant que « femme de ménage » pour le riche U.S. Bates (Gleason), qui est propriétaire du journal ainsi que de nombreuses autres entreprises. Brown est humilié alors qu'il tente maladroitement de servir les invités lors d'un déjeuner auquel assiste Bates lui-même. Il est renvoyé, mais atterrit malgré tout dans un emploi à temps partiel dans un magasin appartenant à Bates. Arrive Éric Bates (Schwartz), le fils gâté du patron, à qui son père a promis ce qu'il voulait dans le magasin. Amusé de voir Jack s'emmêler à la section des jouets du magasin, Éric informe Sydney Morehouse (Beatty), le bras droit de son père, qu'il veut le bonhomme noir, c'est-à-dire Jack lui-même.
Morehouse ne parvient pas à convaincre Éric que les êtres humains ne peuvent être achetés. En échange d'un règlement financier généreux, Jack accepte d'être l'ami d'Éric durant sa semaine de relâche (Spring break) de l'école militaire. Émotionnellement détaché de son père, Éric s'attache à Jack, mais ne cesse de l'humilier avec ses nombreuses farces. Après un incident particulièrement humiliant dans la maison où Fancy Bates, femme de Bates (Ganzel), le présente littéralement lors d'un dîner en tant que nouveau « jouet » d'Éric, Jack se lasse de la situation et décide de partir malgré l'argent qu'on lui avait promis. Il n'accepte de revenir que lorsque U.S. Bates (Morehouse comme mandataire) offre les dix mille dollars manquant à Jack afin de rembourser la banque et se libérer de l'hypothèque sur sa maison.
Jack revient, déterminé à enseigner Éric comment un ami est censé être traité. Ils passent le temps à des courses de mini-kart, jeux vidéo, et même une partie de pêche dans un ruisseau rempli de piranhas. Les deux décident, à la proposition de Jack, de lancer un journal pour le plaisir. Après avoir été témoins de multiples exemples de cruauté de Bates, ils enquêtent sur lui, et se mettent à recueillir des histoires, entre autres comment il a gagné son maître d'hôtel, Barkley (Wilfrid Hyde-White), dans un jeu de billard ainsi que comment et surtout où il a rencontré sa femme Fancy. Ils publient leur journal et le distribuent dans toute la ville à l'indignation de Bates. Pour prouver à son fils que l'argent peut acheter la loyauté, il offre un emploi à Jack à son journal, ce qui est ce que Jack a toujours souhaité. Quand il accepte, Éric est bouleversé de voir son ami se vendre ainsi à son père, ne sachant que trop bien les traitements qu'il va devoir endurer. Jack explique à l'enfant que la plupart des hommes (surtout les Afro-américains privés de leurs droits tels que lui-même) ont besoin d'emplois, et que sa priorité est de subvenir à ses besoins et ceux de sa femme.
Une réception très chic en plein air a lieu à la résidence de Bates. Elle est fréquentée par de riches hommes d'affaires et politiciens, dont certains ne sont pas conscients d'être au milieu d'un événement de collecte de fonds pour le Ku Klux Klan. Jack ne peut le supporter et s'associe une dernière fois avec le petit Éric afin d'organiser le saccage de la réception et d'exposer le vrai but de celle-ci : une tentative de chantage sur le sénateur intentant une poursuite fédérale contre Bates. Poursuivant Jack dans une voiturette de golf, Bates finit par s'écraser dans sa propre piscine, mais est sauvé par Jack de la noyade, après quoi, il semble que tout soit pardonné. Jack, emballé, retourne dans son quartier avec sa femme. Le lendemain, alors qu'il conduit Éric à l'aéroport pour retourner à l'école militaire, Bates cherche désespérément à avoir une conversation père-fils, mais Éric reste distant. Éric s'enfuit et fait son chemin jusqu’à la maison de Jack. Jack blâme Éric pour son comportement et l'avertit doucement de donner une chance à son père. Bates renouvelle sa proposition de travail à Jack et promet à Éric que l'année prochaine, il pourra passer une semaine avec lui et l'autre avec Jack, à la grande joie d'Eric. Le film se termine sur une note humoristique où une jeune femme rend visite à Jack en lui demandant, après le remarquable travail fait avec le jeune Éric, s'il peut s'occuper de son fils turbulent Eugène afin de l'aider à s'améliorer. Jack s'enfuit en courant en refusant catégoriquement.

## Fiche technique
Sauf indication contraire, les informations mentionnées dans cette section peuvent être confirmées par la base de données cinématographiques IMDb,  présente dans la section « Liens externes ».
- Titre français : Le Joujou
- Titre original : The Toy
- Réalisation : Richard Donner
- Scénario : Carol Sobieski (en), d'après le scénario original de Francis Veber
- Musique : Patrick Williams
- Photographie : László Kovács
- Montage : Richard A. Harris et Michael A. Stevenson
- Production : Phil Feldman et Ray Stark
- Société de production : Rastar Pictures
- Distribution : Columbia Pictures
- Pays de production :  États-Unis
- Langue originale : anglais
- Format : couleurs - 35 mm - 1,33:1 - mono
- Genre : comédie
- Durée : 102 minutes
- Date de sortie : 
  - États-Unis : 10 décembre 1982

## Distribution
- Richard Pryor (VF : Med Hondo) : Jack Brown
- Jackie Gleason (VF : Roger Carel) : Ulysses « U.S. » Bates
- Ned Beatty (VF : Jacques Ferrière) : Sydney Morehouse
- Scott Schwartz (en) : Eric Bates
- Teresa Ganzel (VF : Jeanine Forney) : Fancy Bates
- Wilfrid Hyde-White (VF : Philippe Dumat) : Barkley
- Annazette Chase (VF : Maïk Darah) : Angela
- Tony King : Clifford
- Don Hood : O'Brien
- Karen Leslie-Lyttle : la Fraulein
- Virginia Capers : Ruby Simpson
- B.J. Hopper : Geffran
- Linda McCann : Honey Russell
- Ray Spruell : le sénateur Newcomb
- Stocker Fontelieu : le procureur Russell

## Production
Le tournage a lieu en Louisiane, notamment à Baton Rouge et Hammond.

## Accueil
Lors de sa sortie, le film est en majorité démoli par les critiques. Au mieux, certains ont estimé que le film était un gaspillage des talents comiques de Pryor et Gleason. Au pire, d'autres ont carrément qualifié la performance de Pryor en esclave des temps modernes comme dégradante. Le film est accusé de racisme pour cela, et également à cause de la présence de beaucoup de drapeaux confédérés cachés tout au long du film[réf. nécessaire]. Le site web Rotten Tomatoes le classer 1er de sa liste des films juvéniles les plus inappropriés pour les enfants, en plus de se moquer du fait que Scott Schwartz est plus tard devenu une star du porno. Toujours sur Rotten Tomatoes, le film ne récolte que 4% d'opinions favorables pour 28 critiques et une note moyenne de 4,2⁄10. Sur Metacritic, il obtient une note moyenne de 16⁄100 pour 8 critiques.
Néanmoins, le film rencontre le succès commercial. Il rapporte 47 118 057 $ au box-office nord-américain, soit le 14e plus grand succès de l'année 1982 sur le sol américain.